# 拉美島事件
拉美島事件，或稱小琉球事件或拉美島大屠殺，是1636年臺灣西南方外島拉美島上的原住民遭荷蘭東印度公司屠殺、為奴、滅絕的事件。此事件是1622年及1631年荷蘭船員登上拉美島遭殺害，公司為報復所發動的一系列軍事行動。

## 事發原因
1622年，公司指派雷爾生司令前往佔領澎湖，7月底親自前往臺灣各海岸勘查。7月28日，雷爾生看到了臺灣本島西南方的小島拉美島，從海上看似乎有豐腴的土地、長滿的椰子樹。雷爾生本要派人登岸取水，但漢人通譯拒絕前往，稱「島上有約400名的野蠻食人族，約三年前有三百多個漢人被殺害，而且島上沒有適合登岸的地方」。10月，鹿特丹所屬的大帆船金獅號（Goude Leeuws）因遇逆風尚未能出帆，寄椗於拉美島，船長、商務長、部分船員登島取水，結果一去不返。金獅號又遇到狂風，無法派出搜查隊救援遂駛離，嗣後才獲知這些登陸的船員全部遇害，據傳說失蹤船員遭到吃掉。荷人隨後將拉美島改稱為「金獅島」:210以玆紀念。1631年9月23日，貝佛維克號遊艇（Beverwijck）遇風暴在拉美島觸礁，:60,73大約50名生還者在抵抗拉美島人的攻擊兩天之後，僅一人生還。:145:247

## 第一次出征

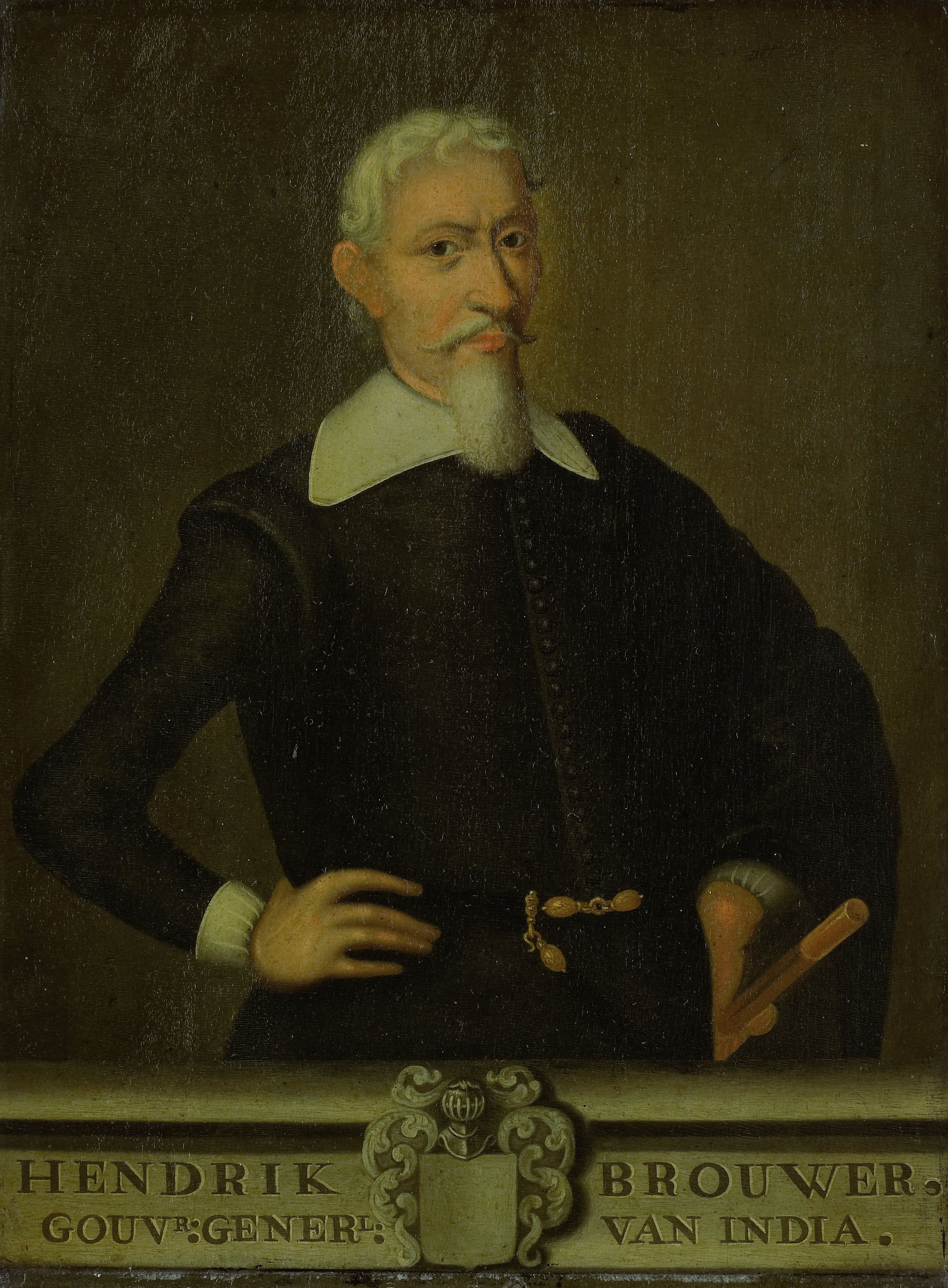
總督亨德里克·布勞沃

1633年5月，巴達維亞荷屬東印度總督亨德里克·布勞沃與臺灣長官普特曼斯討論後，下令對拉美島人展開軍事報復，將之完全消滅。8月與鄭芝龍訂立貿易協定後的普特曼斯計畫懲罰拉美島人和麻豆社，先假意配合先前麻豆等社群的請求，與其聯合攻擊拉美島，趁麻豆社出航遠征而社內空虛，再一舉殲滅麻豆社。11月4日，熱蘭遮城評議會決議率軍討伐金獅島，帶領300名荷蘭兵士和水手，配合新港社和蕭壠社聯軍50人、漢人海盜40人出征此島，期待中的麻豆社卻沒有出現。11月12日早上，克拉斯·布魯因（Claes Bruyn）原定帶領維靈根號（Wieringen）和布來斯韋克號（Bleyswijck）這兩艘快艇、四艘戎克船出征，然風浪轉強直到17日間。18日出擊登島即遭到拉美島人埋伏突襲，1名荷軍與1名新港人戰死，:267-268漢人海盜與臺灣本島原住民聯軍立刻就逃跑，荷軍重組後進攻，拉美島人逃竄無蹤、躲藏洞穴，荷軍找不到島民只好殺死當地養豬、燒掉全部村落房舍。次日19日中午，布魯因帶維靈根號號和其餘戎克船自金獅島返回熱蘭遮城，布來斯韋克號則留在當地搬運物資。:141-142由於對金獅島情況不熟，此次遠征失敗。

## 第二次出征
布勞沃總督再三命令要鎮壓金獅島，在對明、對日自由貿易、肅清海盜等諸多優先問題解決後，於1635年8月應台灣長官多年來的要求，派遣四百七十五名士兵前來臺灣。1635年11月討伐麻豆社與12月討伐搭加里揚社群之後，懲罰拉美島人之舉變為更迫切的問題。1636年4月5日，漢斯·普特曼斯和臺灣評議會決議，由牧師尤羅伯和中尉帶同十五、六名兵士，應放索社及南方各社的邀請，結成友好關係，同時也要尋求放索社人是否能對付拉美島人。4月11日傍晚，尤羅伯回來熱蘭遮城報告。得知放索社及拉美島人保持友好關係，語言也通，但放索社對該島的洞窟及人口等情況卻不知。
同月19日 以約翰·尤里安斯·范林哈（Johan Jurriaensz van Linga）為指揮，率一百名兵士和水手，並帶同約七、八十名的鄰近村落，分搭三艘戎克船及若干杉板船出征。同月21日，全軍到達金獅島，發炮擊退，殺死三名，俘虜二十名。因金獅島缺水又下雨遇強風，荷蘭船隊轉泊於下淡水。 26日，藉由放索社人和新港社人援助，再駛往金獅島。其間新港社人和放索社人去搜索而找到拉美島人所躲避的大洞窟，即今日烏鬼洞，荷軍於是用四十名兵士看管，奪取糧食、水，塞住所有洞口，以煙燻逼出。三天以後，最先的四十二名出洞來，八名為男性，以外全是婦女孩童。
自5月1日以來，陸續俘獲。5月4日，此洞窟已再無傳出聲音，遂進入洞內查看，發現約二、三百具屍體。被捕輸送到大員有323名，當中53名為男性，125名女性，其餘小孩145名。荷蘭人又再距該洞一鳥槍的距離的山洞發現躲藏的拉美島人，但嗣後對駐軍仍有零星偷襲。
此行發現先前1631年貝佛維克號船難遺留的殘骸與荷蘭衣物，荷蘭人據此認為當年失蹤的船員已遭殺害。:268:246-247

## 第三次出征
同年6月30日，中士范達埃倫（Van Daellen） 和一名下士、一名海軍見習官在金獅島被殺。7月2日，荷蘭人動員新港社、蕭壟社、麻豆社、目加溜灣社以及放索社、搭加里揚社、Delatocq社等七社及三十名兵，中尉指揮再去討伐，於7月5日出征。用饑餓及放火的方法從山洞等處迫出拉美島人，殺死三百人以上，捕獲男女及小孩共五百四十四人。

## 拉美島人消失
拉美島人男性被抓到大員強迫勞役，婦女和小孩即配置於新港社。當時駐在新港社的尤羅伯頗為同情，向漢斯·普特曼斯建議，遣返拉美島人回鄉，甚至表示願意到金獅島一同與他們居住。但被奉總督嚴令的漢斯·普特曼斯和評議員否決，屢次派船去金獅島搜捕拉美島人到大員。9月15日決議，將這些拉美島人遣送去巴達維亞。到了1644年，金獅島尚留有十五名居民，荷蘭人即責成包租該島嶼的漢人Sams-jack去捕捉。1645年1月，Sams-jack即將其中的十三名捕獲運至大員，獲100西班牙里爾的獎金，一個月後剩下二名也被捉。至是拉美島人從歷史消失。
尤羅伯會同普特曼斯於1647年連袂向東印度公司董事會控訴對拉美島人過當的復仇。

## 解
1. ↑  荷蘭文獻記為，又記為意為金獅島，即今小琉球、又稱琉球嶼。
2. ↑  荷蘭文獻記為，為臺灣本島的原住民對此島的稱呼，即今小琉球，又稱琉球嶼。
3. ↑  另有地圖標記「馬帝森島」文字（1625年《北港圖》記為[3]）可能為紀念遇害商務長馬帝斯·雅各。（
4. ↑  荷蘭文獻記為。